# Manuel Acosta (pintor)
Manuel Acosta   (Sevilla, 1787 - Sevilla, 1800) va ser un pintor andalús, mort als tretze anys a causa de l'epidèmia de febre groga de 1800.
Va ser deixeble de José Alanís a la Reial Escola dels Tres Nobles Arts de Sevilla. Va ser un notable copista de l'obra de Bartolomé Esteban Murillo, amb una destresa molt semblant a la del seu mestre. En la Junta de l'escola celebrada el 6 de gener de 1801, el secretari Joaquín Cabral Bejarano, va donar compte de les diverses morts de professors i d'alumnes, alhora lamentant-les, entre els quals hi havia Manuel Acosta, però també altres joves pintors com José Suárez, Domingo Espinal, Juan Dios o José Huelva, a causa de l'epidèmia de febre groga que va afectar la ciutat de Sevilla el 1800. En el moment de la mort, Acosta tenia només tretze anys. A causa d'això, hom l'ha inclòs en l'anomenada generació perduda de la pintura sevillana. Segons recull Manuel Ossorio, l'acadèmic Francisco de Bruna va recollir algunes de les seves obres, entre les quals hi havia cartrons amb un pas de la Passió de Jesús i una còpia d'un Sant Josep de Juan de Valdés, retrats a ploma de perfecta execució, molts dibuixos a llapis i a l'aiguada, una pintura a l'oli d'una gata amb la seva cria sobre una cadira, en perspectiva. Destaca també la còpia del Naixement de Murillo del convent de caputxins de Sevilla, fet amb figures de fang, un tipus d'obra que també va utilitzar per a passos de Setmana Santa, particularment soldats, a l'estil de Salvator Rosa.